# Gare d'Aigrefeuille - Le Thou
La gare d'Aigrefeuille - Le Thou est une gare ferroviaire française de la ligne de Saint-Benoît à La Rochelle-Ville, située sur le territoire de la commune du Thou, à proximité d'Aigrefeuille-d'Aunis, dans le département de la Charente-Maritime, en région Nouvelle-Aquitaine.
Elle est mise en service en 1857 par la Compagnie du chemin de fer de Paris à Orléans (PO). Fermée en 1993, après plusieurs décennies d'abandon, elle est totalement rénovée au format d'une halte ferroviaire moderne et rouverte en 2016 par la Société nationale des chemins de fer français (SNCF). Elle est desservie par des trains express régionaux de Poitou-Charentes TER Nouvelle-Aquitaine.

## Situation ferroviaire
Établie à 27 mètres d'altitude, la gare d'Aigrefeuille - Le Thou est située au point kilométrique (PK) 122,619 de la ligne de Saint-Benoît à La Rochelle-Ville, entre les gares ouvertes de Surgères et de La Jarrie. Elle est séparée de Surgères par les gares fermées de Chambon et de Forges-d'Aunis.
Gare de bifurcation, elle est l'origine de la ligne d'Aigrefeuille - Le Thou à Rochefort (déclassée),.

## Histoire

### Première gare (1857-1993)
La station « d'Aigrefeuille » est mise en service la 7 septembre 1857, par la Compagnie du chemin de fer de Paris à Orléans (PO) lorsqu'elle ouvre à l'exploitation le deuxième tronçon, de Niort à La Rochelle de sa ligne de Poitiers à La Rochelle et Rochefort.
Elle est fermée par la Société nationale des chemins de fer français (SNCF) en 1993 (peut-être le 3 juillet[réf. nécessaire]), lors de la mise en service commerciale de la desserte TGV Paris - La Rochelle.

### Nouvelle halte (depuis 2016)
Une nouvelle halte est mise en chantier au même emplacement que l'ancienne gare. Les travaux se sont déroulés de mai à décembre 2016, leur coût est estimé en 2015 à 3 155 000 €.

Chantier en août 2016
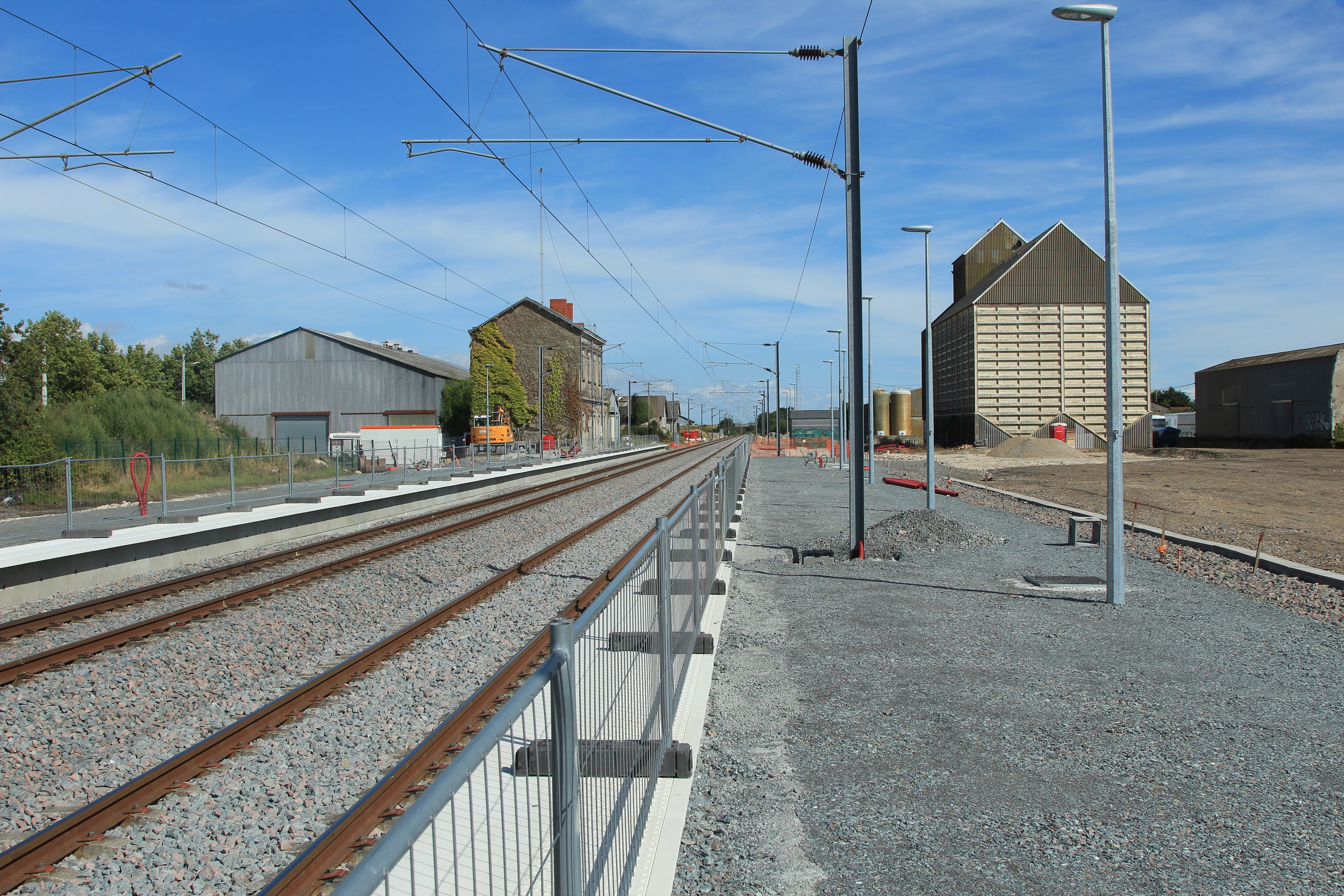
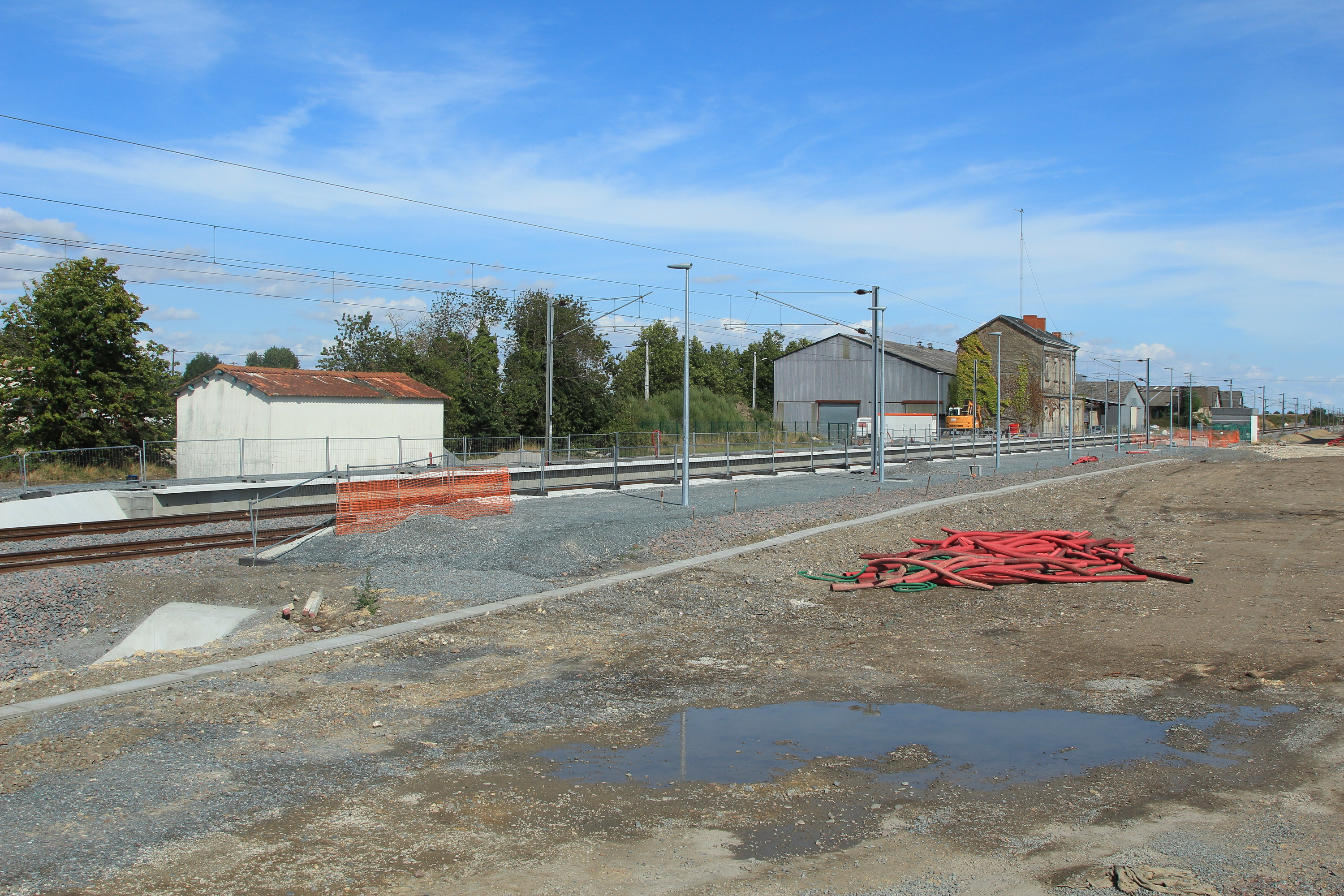

Mise en service le 11 décembre 2016, la nouvelle halte est inaugurée le 19 janvier 2017, par Alain Rousset, président de la région Nouvelle-Aquitaine, le directeur territorial SNCF Réseau Nouvelle-Aquitaine Alain Autruffe, et quelques élus locaux.

## Fréquentation
De 2015 à 2020, selon les estimations de la SNCF, la fréquentation annuelle de la gare s'élève aux nombres indiqués dans le tableau ci-dessous.
| Année     | 2015 | 2016 | 2017   | 2018   | 2019   | 2020   | 2021   | 2022   | 2023   |
| --------- | ---- | ---- | ------ | ------ | ------ | ------ | ------ | ------ | ------ |
| Voyageurs | 0    | 266  | 14 513 | 18 670 | 31 170 | 24 987 | 32 989 | 51 200 | 61 127 |

## Service des voyageurs

### Accueil
Halte SNCF c'est un point d'arrêt non géré (PANG) à entrée libre, équipé d'automates pour l'achat de titres de transport TER Nouvelle-Aquitaine et de deux quais avec abris.
La gare est accessible aux personnes à mobilité réduite.

### Desserte
Aigrefeuille - Le Thou est desservie par des trains TER Nouvelle-Aquitaine.

La nouvelle halte en janvier 2017
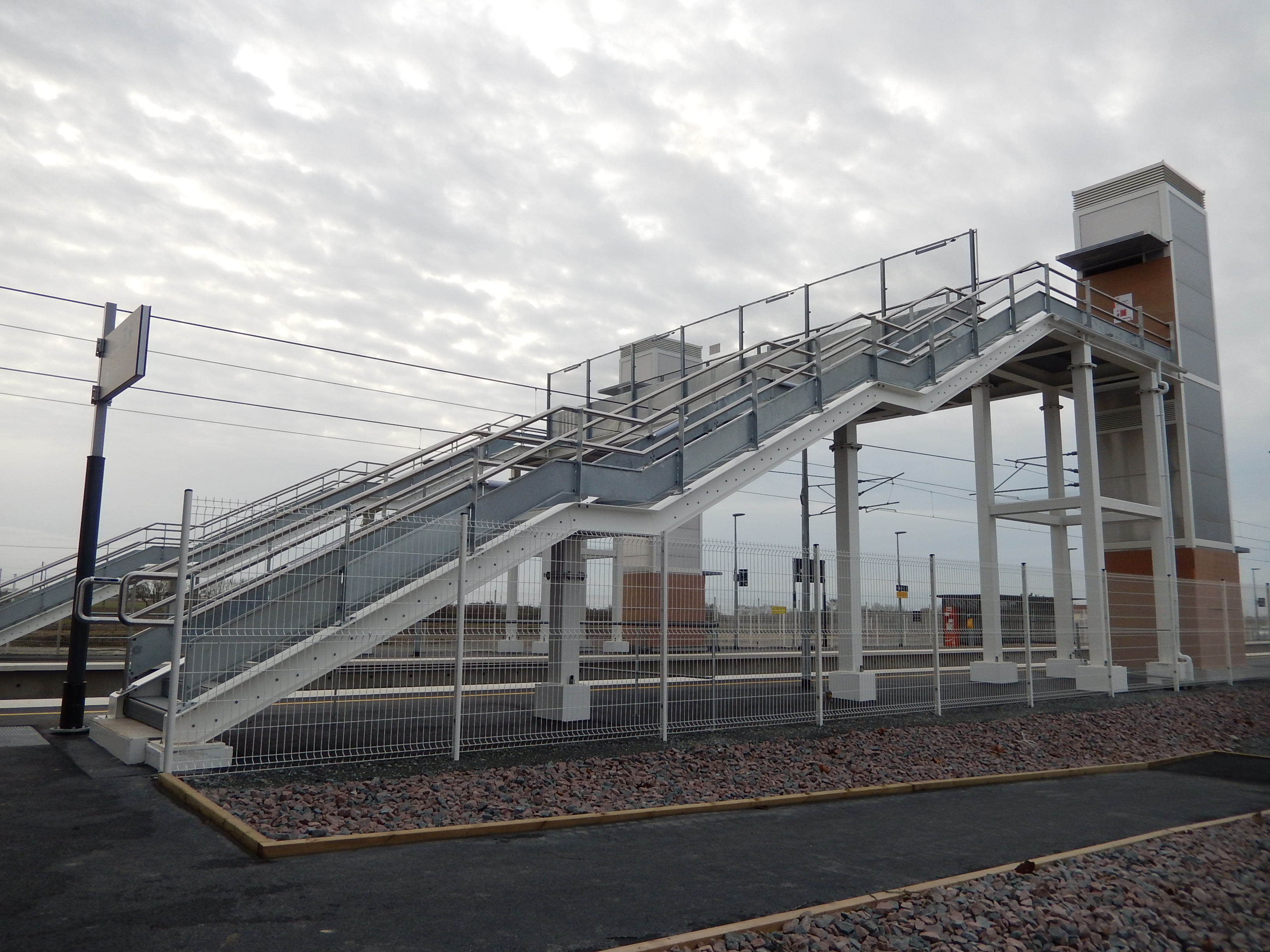
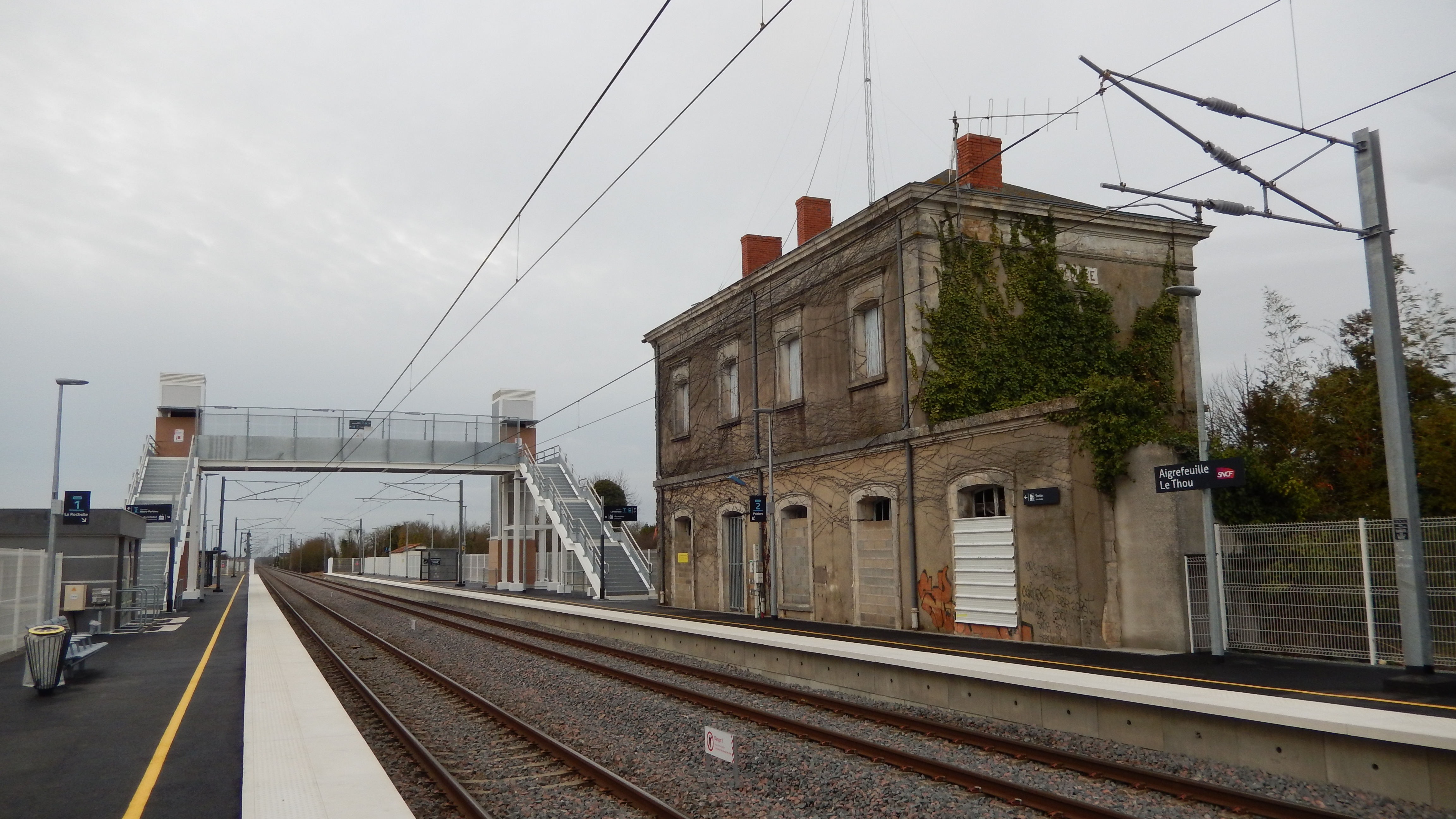
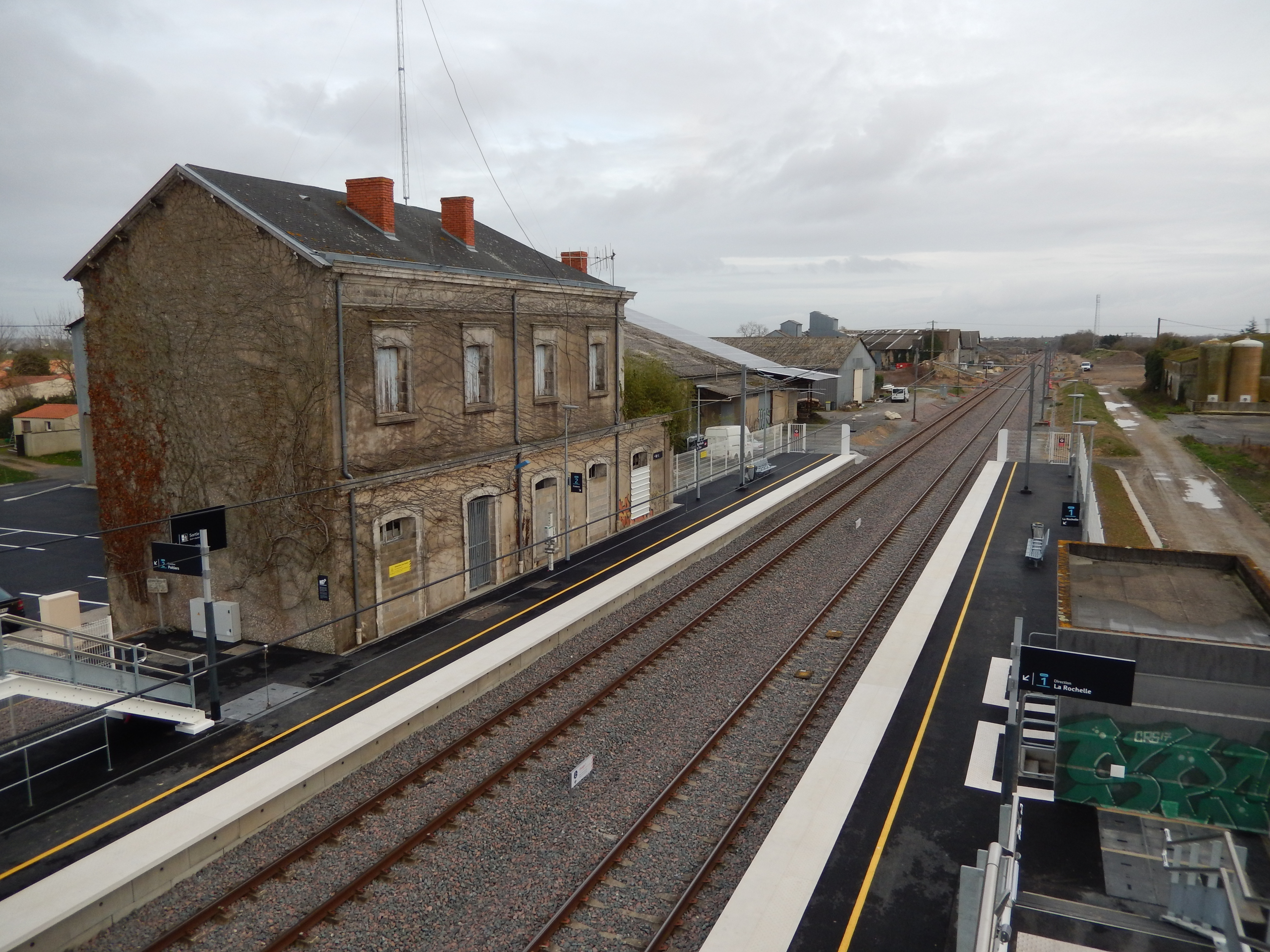